# Колдстримская гвардия
Колдстримская гвардия (англ. the Coldstream Guards) — один из пехотных полков британской гвардии, по состоянию на сегодняшний день входящий в состав Гвардейской дивизии. Официально считается вторым по старшинству британским пехотным полком после Гренадерской гвардии, однако, фактически, по времени создания является первым. Полк был впервые сформирован полковником Джорджем Монком в 1650 году, и существует поныне.

## История

### Английская революция

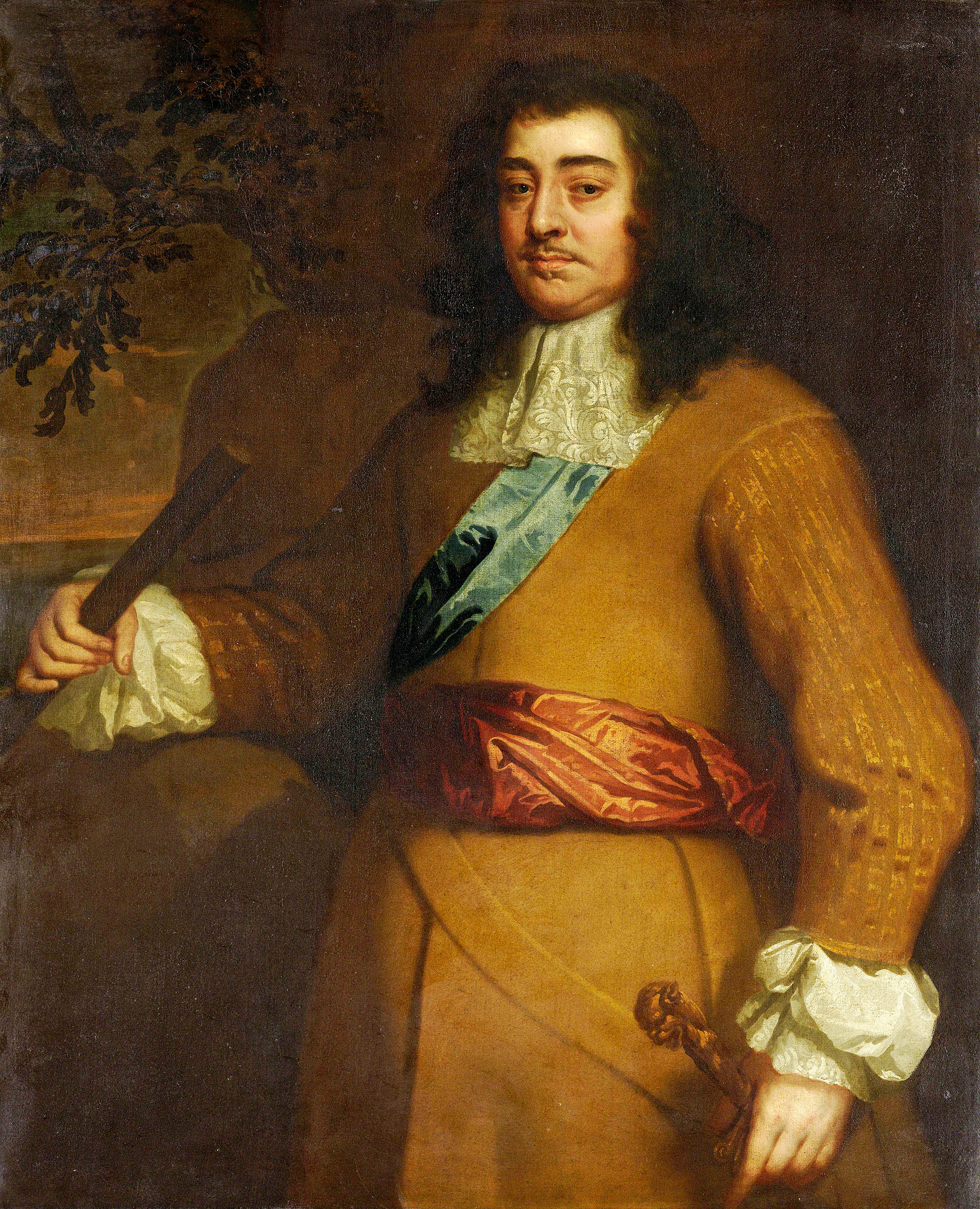
Генерал Джордж Монк, основатель полка.

Истоки Колдстримской гвардии восходят к эпохе английской революции, когда Оливер Кромвель дал полковнику Джорджу Монку разрешение сформировать свой собственный полк в составе армии нового образца (так называемые круглоголовые). Монк взял по пять рот из полков Джорджа Фенвика и сэра Артура Хэселрига, и 13 августа 1650 года сформировал на их основе пехотный полк Монка. Менее чем через две недели эти силы приняли участие в битве при Данбаре, в которой круглоголовые разгромили войска Карла Стюарта (так называемых кавалеров).
После отставки Ричарда Кромвеля Монк, находившийся в Шотландии, поддержал реставрацию Стюартов, и 1 января 1660 года во главе своего полка переправился через разделявшую Англию и Шотландию реку Твид у городка Колдстрим, откуда совершил пятинедельный марш в Лондон. Он прибыл в Лондон 2 февраля как раз вовремя, чтобы содействовать реставрации монархии. За свою помощь короне Монк получил от короля Карла II орден Подвязки, а его полку поручили следить за порядком в Лондоне. Однако новый парламент вскоре приказал расформировать его полк вместе с другими полками армии Кромвеля.
Но исполнить этот приказ не успели. 6 января 1661 года в Лондоне произошло восстание так называемых людей пятой монархии под руководством Томаса Веннера. Успешно подавил его именно Колдстримский полк. После этого прежнее требование парламента подверглось пересмотру. 14 февраля 1661  года состоялась торжественная церемония, в ходе которой солдаты полка символически сложили оружие в качестве подразделения кромвелевской армии, и немедленно получили приказ принять его снова, но уже как воинская часть армии короля. Именно с этой даты официально отсчитывается история Колдстримского полка, в связи с чем он и пропускает вперёд Гренадерскую гвардию, изначально сформированную в составе армии кавалеров. Этот же день считается днём рождения Британской регулярной армии.
Как бы в качестве несогласия со статусом 2-го полка, полковым девизом была избрана латинская фраза Nulli Secundus («Не имеющий себе равных»).  Когда Монк умер в 1670 году, командование принял граф Крейвен. С тех пор полк известен как Колдстримский пехотный полк (до этого как пехотный полк Монка, а с 14 февраля 1661 года по 1670 год как полк Пешей гвардии лорда-генерала).

### XVII—XIX века

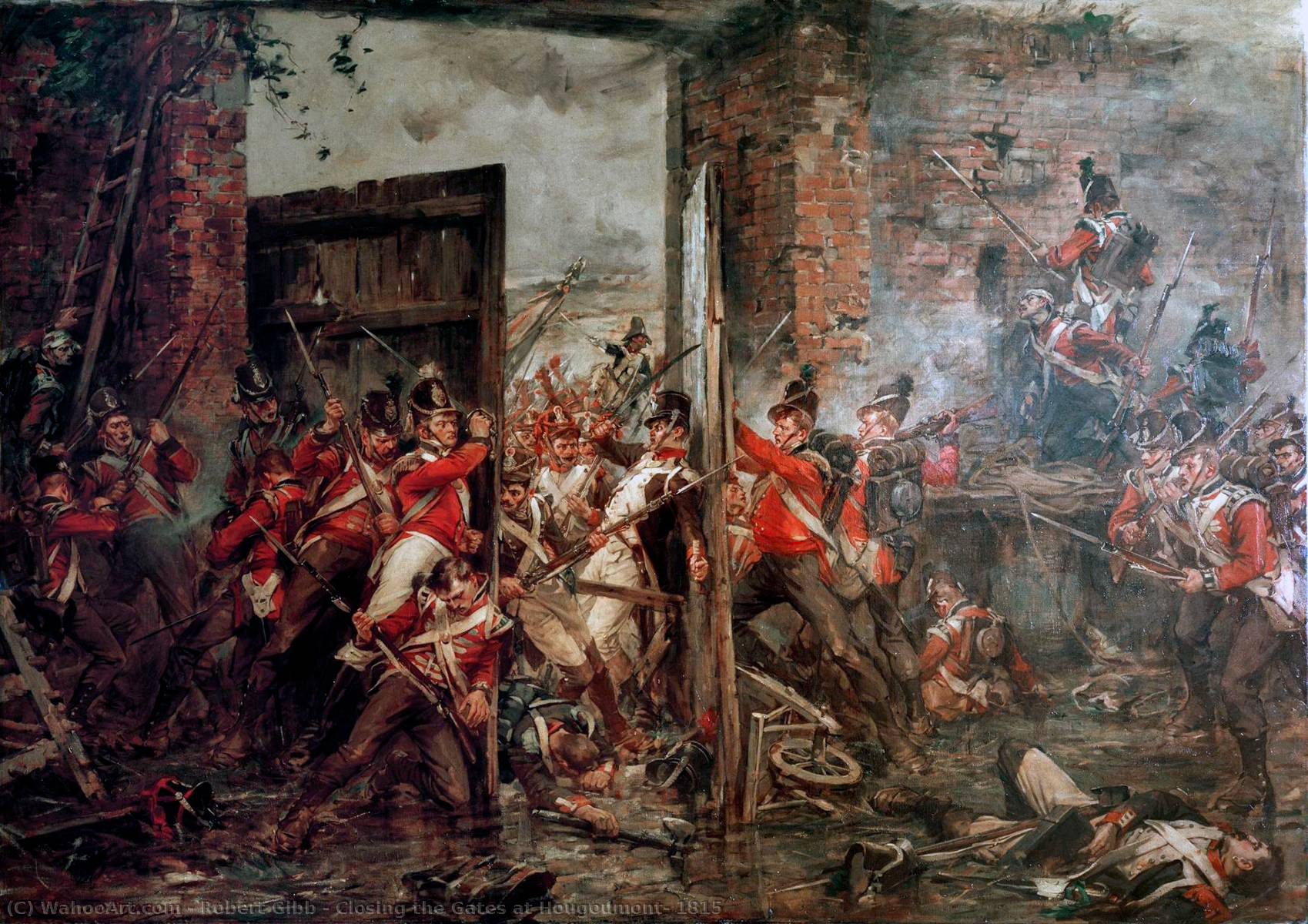
Роберт Гибб. Закрытие колдстримскими гвардейцами ворот фермы Угумон перед наступающими французами в ходе битвы при Ватерлоо.

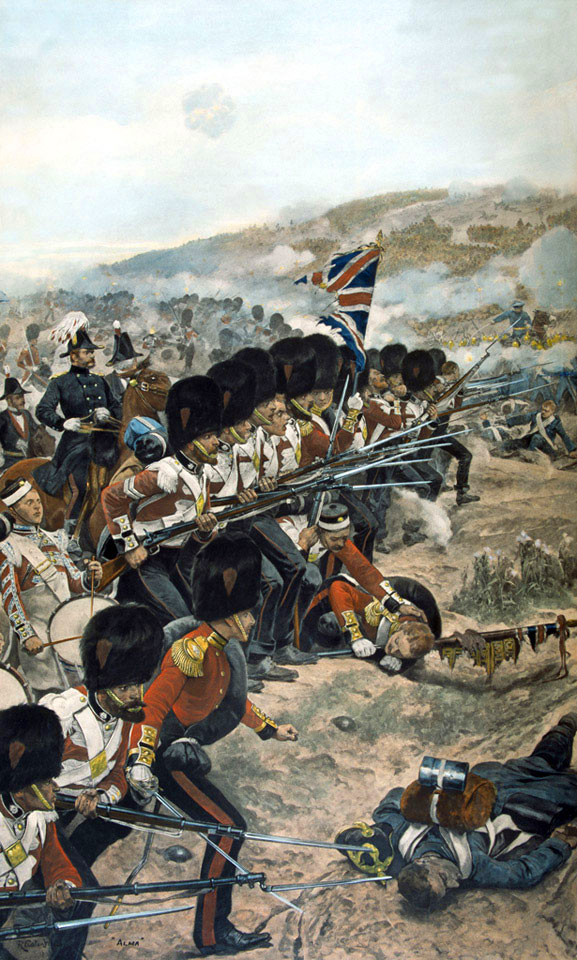
Ричард Кейтон Вудвилль. Колдстримские гвардейцы в сражении на реке Альма, Крымская война.

Полк принимал активное участие в подавлении восстания Монмута, в том числе в решающей битве при Седжмуре в 1685 году. В ходе войны Аугсбургской лиги (в английских источниках: Девятилетняя война; 1688—1697) полк участвовал в сражении при Неервиндене, а также в осаде Намюра.
В 1760 году, в ходе Семилетней войны, 2-й батальон был отправлен в Германию для участия в кампании под командованием принца Фердинанда Брауншвейгского, где участвовал в битве при Вильгельмстале.
Три сводно-гвардейские роты из 307 человек под командованием полковника Колдстримского полка Эдварда Мэтью были введены в состав Гвардейской бригады и участвовали в Американской войне за независимость.
Затем Колдстримский полк принял активное участие в войнах против революционной Франции и в Наполеоновских войнах. В составе войск сэра Ральфа Аберкромби полк участвовал в боях с французскими войсками в Египте. В 1807 году полк участвовал в атаке на Копенгаген. В январе 1809 года он отплыл в Португалию, чтобы присоединиться к силам под командованием сэра Артура Уэлсли, будущего герцога Веллингтона. В 1814 году полк в составе армии герцога Веллингтона, пройдя с боями Португалию и Испанию, вышел на французскую территорию, где принял участие в сражении при Байонне. 2-й батальон полка тем временем участвовал в неудачной высадке на Вальхерен.
В 1815 году колдстримцы в составе 2-й гвардейской бригады активно участвовали в битве при Ватерлоо, где вели оборону укреплённой фермы Угумон. Эта оборона считается одним из величайших достижений полка. Ей посвящена ежегодная церемония «Подвешивания кирпича», которую проводят в полковой Сержанстской столовой в память об усилиях Джеймса Грэма и подполковника Джеймса Макдоннелла, которые в последний момент сумели закрыть Северные ворота фермы Угумон, через которые пытались  пройти французы. Сам герцог Веллингтон, по слухам, заявил после битвы, что «успех сражения был решен тем, что ворота смогли закрыть».
После окончания войны Колдстримский полк вплоть до 1816 года был расквартирован в Париже.
Во время Крымской войны Колдстримский полк участвовал в осаде Севастополя, сражениях на Альме и при Инкермане. По окончании войны четыре человека из состава полка были награждены недавно учрежденным крестом Виктории.
В 1855 году полк получил свое нынешнее название: Колдстримская гвардия. В 1882 году он был направлен в Египет для участия в  Англо-египетской войне. В 1897 году полк был расширен до трёхбатальонного состава. 1-й и 2-й батальоны вскоре после этого были отправлены в Южную Африку, где приняли участие во Второй Англо-бурской войне.

### С начала XX века по настоящее время

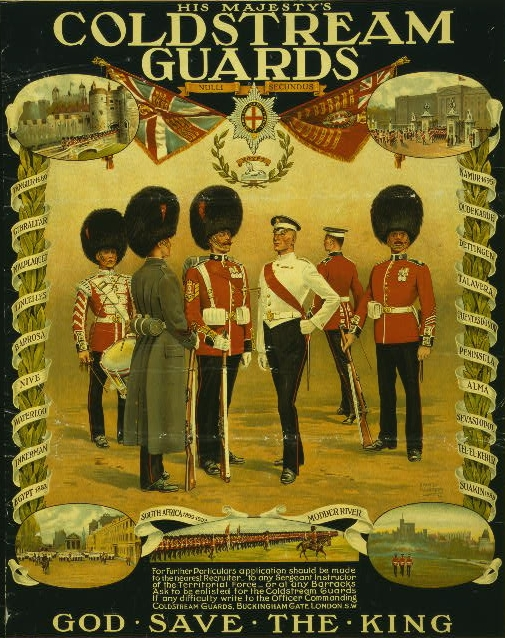
Плакат периода Первой мировой войны, призывающий записываться в Колдстримскую гвардию

В начале Первой мировой войны Колдстримская гвардия была одним из первых британских полков, прибывших во Францию после того, как Англия объявила войну Германии. В последующих боях она понесла тяжелые потери, в двух случаях потеряв убитыми или ранеными всех своих офицеров. В первом сражении при Ипре 1-й батальон был практически уничтожен: к 1 ноября он сократился до 150 солдат и одного лейтенанта. Полк сражался при Монсе, Лоосе, на Сомме и в 3-й битве при Ипре. В полку был сформирован 4-й (сапёрный) батальон, который был расформирован после войны, в 1919 году. 5-й, резервный батальон, никогда не покидал Британию до того, как был расформирован.
Когда началась Вторая мировая война, 1-й и 2-й батальоны Колдстримской гвардии были частью Британских экспедиционных сил во Франции, в то время как 3-й батальон находился на Ближнем Востоке. На время войны были также сформированы дополнительные 4-й и 5-й батальоны. Колдстримцы сражались в составе Гвардейской бронетанковой дивизии в Северной Африке и Европе в качестве моторизованной пехоты и танкистов. 4-й батальон сначала стал моторизованным батальоном в 1940 году, а затем бронетанковым батальоном в 1943 году.
После войны колдстримцы отказались от своих танков, а дополнительные 4-й и 5-й батальоны вновь были расформированы, после чего их снова осталось 3.
После войны 1-й и 3-й батальоны служили в Палестине. 2-й батальон в Малайзии. 3-й батальон был де-факто распущен в 1959 году. Оставшиеся два батальона участвовали в подавлении восстания Мау-Мау с 1959 по 1962 год, служили в Адене в 1964 году, на Маврикии в 1965 году; использовались во время турецкого вторжения на Кипр в 1974 году, и несколько раз откомандировывались в Северную Ирландию после 1969 года.
Оркестр Колдстримской гвардии открывал фанфарами 13 июля 1985 года концерт Live Aid в присутствии принца Уэльского Чарльза и принцессы Уэльской Дианы.
В 1991 году 1-й батальон Колдстримской гвардии был направлен на первую войну в Персидском заливе. В 1993 году, в результате очередной «реформы» британской армии, был фактически упразднён 2-й батальон. 

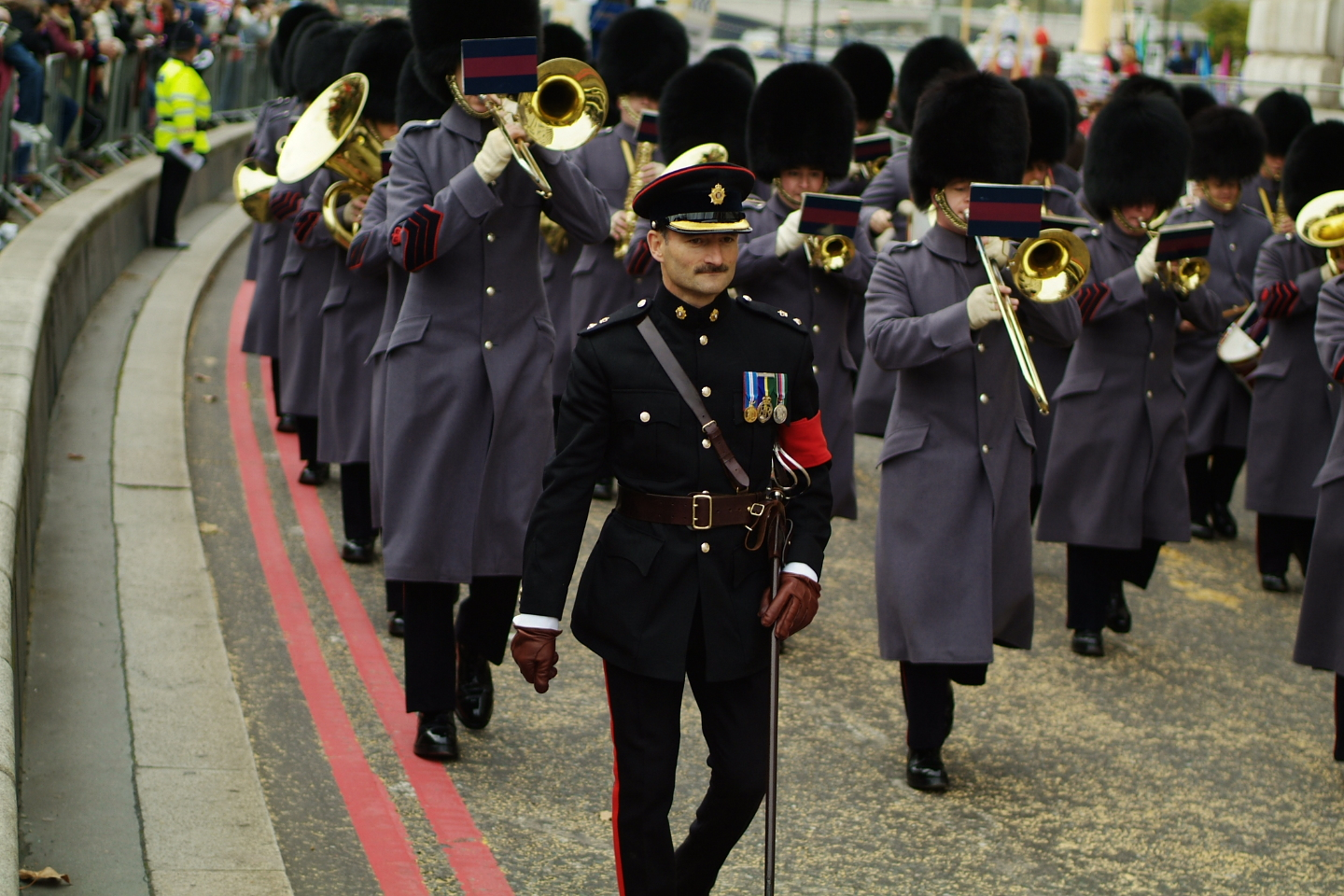
Оркестр Колдстримской гвардии в зимней форме на церемонии в Лондоне.

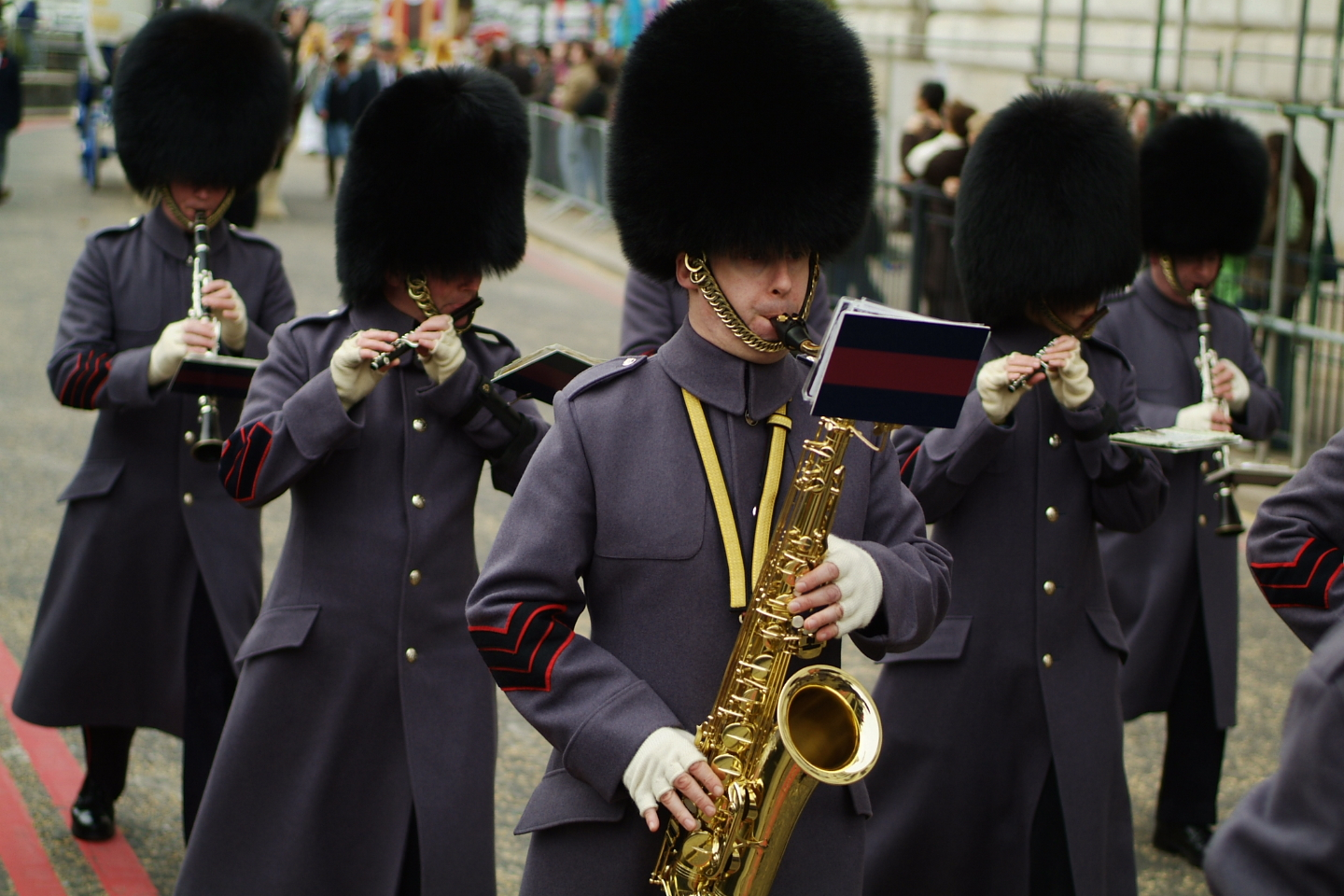
Оркестр Колдстримской гвардии в зимней форме.

Большую часть 1990-х годов 1-й батальон дислоцировался в Мюнстере, Германия, в составе 4-й бронетанковой бригады. В 1993-1994 годах батальон служил в качестве мотопехотного батальона на БМП в миротворческих операциях в Боснии.
Батальон был направлен в Лондондерри, Северная Ирландия, на двухлетнюю дислокацию в 2001 году. Затем она был развернут в Ираке в апреле 2005 года. За полгода в Ираке батальон потерял двух солдат: 2 мая 2004 года под Эль-Амарой и 18 октября под Басрой.
19 июля 2007 года госсекретарь обороны Дес Браун объявил, что в октябре 2007 года батальон будет направлен в Афганистан в составе 52-й пехотной бригады. В 2009 году батальон всё еще находился в Афганистане, где участвовал в наземных операциях.
В ходе очередных «реформ» британской армии батальон в военном отношении стал считаться частью 11-й бригады.

## Колдстримская гвардия и Банк Англии

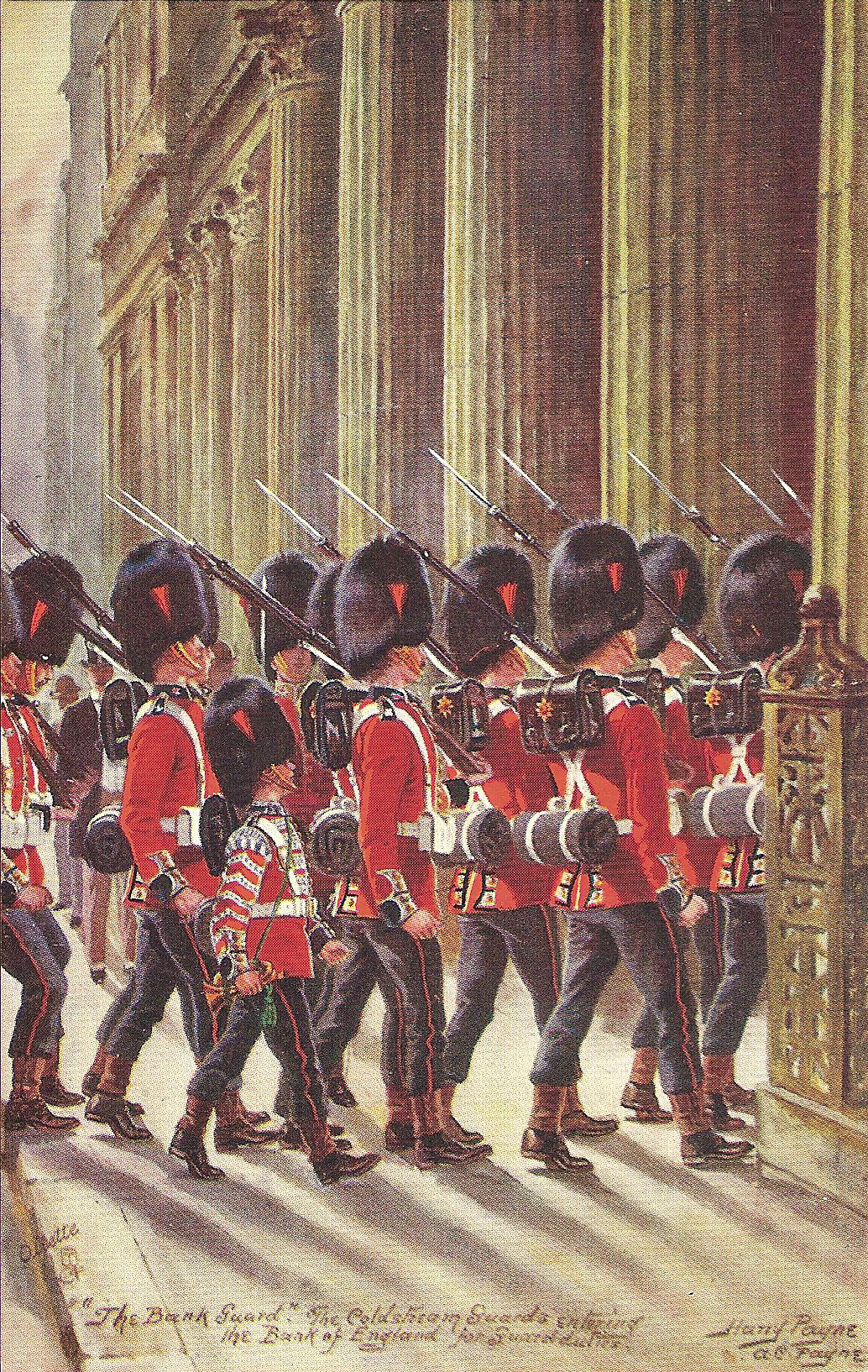
Художник Гарри Пэйн. Расчёт Колдстримских гвардейцев в Банке Англии.

На протяжении почти двухсот лет Колдстримские гвардейцы имели почётную обязанность ежедневно выделять подразделение для охраны Банка Англии. Эта обязанность была возложена на полк Колдстримских гвардейцев после мятежа лорда Гордона в 1780 году и просуществовала до 1973 года. При этом вплоть до 1963 года охранявшие банк гвардейцы носили парадную форму, и маршировали от своих казарм до банка и обратно пешком, что постепенно стало восприниматься жителями Лондона как особый красочный ритуал. Только в последние десять лет существования традиции колдстримским гвардейцам было разрешено использовать грузовики, чтобы от своих казарм доехать до банка.

## Традиции и особенности

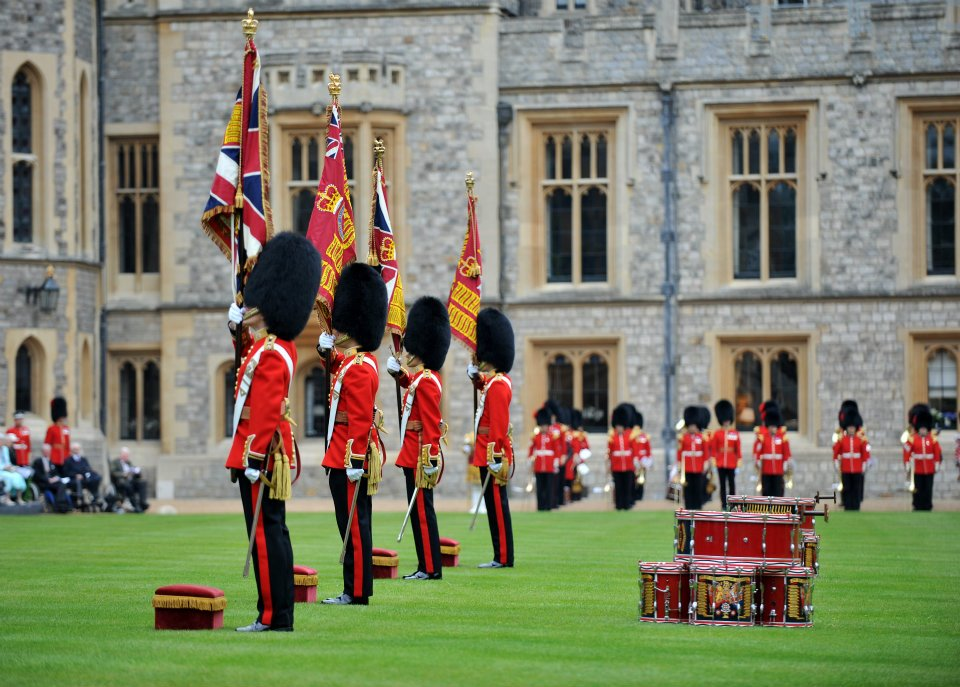
Колдстримские гвардейцы в наше время, в ходе одной из дворцовых церемоний

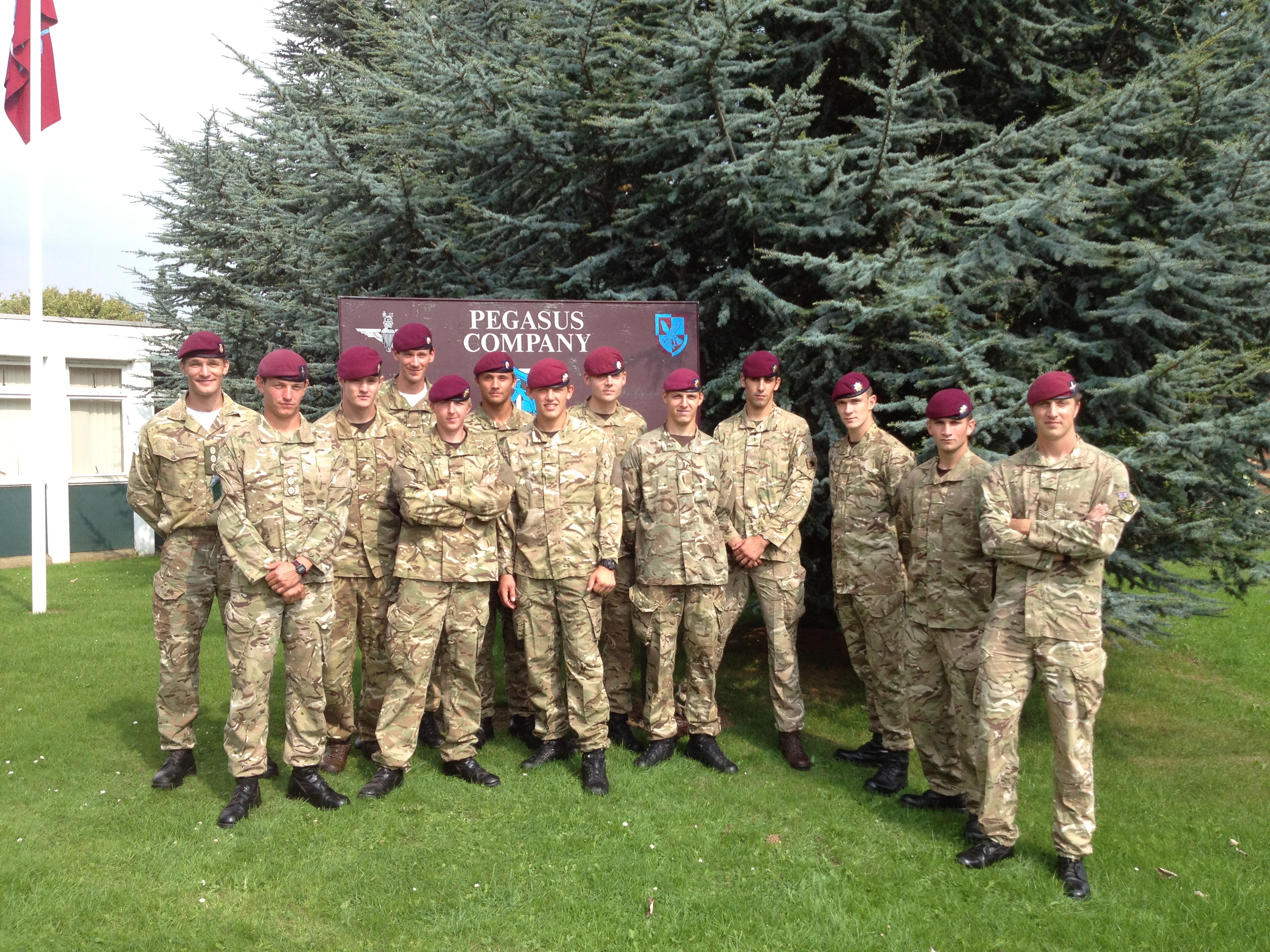
Колдстримские гвардейцы из гвардейского парашютного взвода 3-го парашютного батальона в полевой форме

Как и другие полки современной британской гвардии, Колдстримские гвардейцы совмещают боевую и церемониальную роль. Солдат и офицеров полка называют Колдстримеры.
В военном отношении они являются современной воинской частью, оснащённой современным вооружением и активно участвующей в боевых действиях в горячих точках.
В церемониальном отношении батальон сохраняет свои знаменитые парадные красные мундиры и высокие медвежьи шапки, и выполняют обязанности почётного караула в Виндзорском замке. Смена караула традиционно сопровождается оркестром барабанщиков, однако сегодня эти  барабанщики в боевых условиях являются пулемётным подразделением.
Гвардейский полковой оркестр Колдстримской гвардии играет не только на смене караула, но и во время государственных визитов и многих других официальных мероприятий.
В отличие от остальных четырех полков пехотной гвардии, которые набирают новобранцев из «своих» регионов (Англия для гренадерской гвардии, Шотландия для шотландской, Северная Ирландия для ирландской и Уэльс для валлийской соответственно), Колдстримская гвардия имеет особый район вербовки, который охватывает те английские графства, через которые прошел полк Монка во время своего знаменательного марша из Колдстрима в Лондон.
Новобранцы Гвардейской дивизии проходят интенсивную программу подготовки в учебном центре пехоты Британской армии. Их обучение длится на две недели дольше, чем программа, предусмотренная для новобранцев регулярных линейных пехотных полков британской армии. Кроме того, для будущих гвардейцев существует дополнительная подготовка, проводимая на протяжении всего курса, и посвящённая строевому шагу и участию в церемониях.